# Kalktuffquelle Wanghausen
Kalktuffquelle Wanghausen este o arie protejată (sit de importanță comunitară — SCI) din Austria întinsă pe o suprafață de 4,87 ha, integral pe uscat.

## Localizare
Centrul sitului Kalktuffquelle Wanghausen este situat la coordonatele 48°08′48″N 12°48′10″E / 48.1466°N 12.8027°E.

## Înființare
Situl Kalktuffquelle Wanghausen a fost declarat sit de importanță comunitară în noiembrie 2018 pentru a proteja un număr necunoscut de specii din flora spontană și fauna sălbatică aflate în arealul zonei.

## Biodiversitate
Situată în ecoregiunea continentală, aria protejată conține 2 habitate naturale: Izvoare petrifiante cu formare de travertin (Cratoneurion), Păduri pe pante, grohotișuri și ravene de Tilio-Acerion.
La baza desemnării sitului se află un număr nedeclarat de specii protejate.